# A Mother's Son
A Mother's Son är en brittisk thriller- och dramaserie vars första säsong hade premiär den 3 september 2012 på ITV.

## Handling
Serien handlar om butiksinnehavaren Rosie som slås av den fruktansvärda misstanken att hennes egen son Jamie ligger bakom mordet på en flicka. Hans blodiga skor ligger gömda bakom hans säng, och någon har i hemlighet använt tvättmaskinen.

## Rollista (i urval)
- Hermione Norris - Rosie Cutler
- Martin Clunes - Ben Banks
- Paul McGann - David Cutler
- Alexander Arnold - Jamie Cutler
- Ellie Bamber - Olivia 'Livvy' Cutler
- Antonia Clarke - Jess Banks
- Annabelle Apsion - Kay Mullary
- Nicola Walker - Sue Upton